# 대세지보살
대세지보살은 불교사찰의 극락전에서 아미타불, 관세음보살과 함께 삼존불을 구성하고 있는 보살이다. 지혜의 광명으로 모든 중생을 비추어 힘을 주는 보살이다.
관세음보살왕토본연경에 실려 있는 조리(早離)와 속리(速離) 형제 이야기가 바로 관세음보살과 대세지보살의 본생담이다.

## 설화

### 조리(早離)와 속리(速離) 형제 이야기
옛날 남인도에 장나라는 남자가 살고 있었는데, 부인과 두 아들이 있었다. 두 아들의 이름은 형이 조리였고, 동생이 속리였다. 장나의 부인이 일찍 죽었고, 장나는 새로운 부인을 들였다.
장나가 돈을 벌러 길을 떠난 사이에, 계모는 조리와 속리를 남쪽 무인도에 두고는 도망쳐버렸다. 두 형제는 공포와 원한에 사무쳤다. 하지만 이렇게 원한을 품고 죽으면, 지옥에 떨어질 것 같아서 큰 서원을 세우고 죽었다.
그 서원은 공포와 원한에 사무친 모든 중생을 제도하겠다는 것이었다. 이 서원의 힘으로 형인 조리는 관세음보살이 되었고, 동생인 속리는 대세지보살이 되었다.